# Tournoi de tennis de Memphis (WTA 1991)
Le tournoi de tennis de Memphis est un tournoi de tennis professionnel. L'édition féminine 1991, classée en catégorie Tier IV, se dispute à Oklahoma City du 18 au 24 février 1991.
Jana Novotná remporte le simple dames. En finale, elle bat Anne Smith, décrochant à cette occasion le 5e titre de sa carrière sur le circuit WTA.
L'épreuve de double voit quant à elle s'imposer Meredith McGrath et Anne Smith.

## Résultats en simple

### Parcours
| No | Joueuse            | Résultat      | Ultime adversaire   |
| -- | ------------------ | ------------- | ------------------- |
| 1  | Jana Novotná       | Victoire      | Anne Smith (5)      |
| 2  | Conchita Martínez  | 1/4 de finale | Manon Bollegraf (8) |
| 3  | Amy Frazier        | 2e tour       | Lisa Bonder (Q)     |
| 4  | Meredith McGrath   | 1er tour      | Brenda Schultz      |
| 5  | Anne Smith         | Finale        | Jana Novotná (1)    |
| 6  | Susan Sloane       | 1er tour      | Linda Wild          |
| 7  | Catarina Lindqvist | 1/4 de finale | Jana Novotná (1)    |
| 8  | Manon Bollegraf    | 1/2 finale    | Anne Smith (5)      |

| No | Joueuse         | Résultat      | Ultime adversaire |
| -- | --------------- | ------------- | ----------------- |
| 1  | Lisa Bonder     | 1/2 finale    | Jana Novotná (1)  |
| 2  | Renata Baranski | 1/4 de finale | Lisa Bonder (Q)   |

## Résultats en double

### Parcours
| No | Équipe                          | Résultat   | Ultimes adversaires                 |
| -- | ------------------------------- | ---------- | ----------------------------------- |
| 1  | Patty Fendick Jana Novotná      | 1/2 finale | Katrina Adams Jill Hetherington (3) |
| 2  | Meredith McGrath Anne Smith     | Victoire   | Katrina Adams Jill Hetherington (3) |
| 3  | Katrina Adams Jill Hetherington | Finale     | Meredith McGrath Anne Smith (2)     |
| 4  | Elise Burgin Mary Lou Piatek    | 1/2 finale | Meredith McGrath Anne Smith (2)     |